# جولين كولس
جولين كولس، من مواليد 13 فبراير 1947، لاعب كرة قدم بلجيكي سابق، ومدرب كرة قدم بلجيكي حالي.
و قد نال جائزة هداف الدوري البلجيكي في عام 1977 مع نادي كلوب بروج، وقد لعب مع منتخب بلجيكا لكرة القدم 35 مباراة وسجل هدفين.
هو مساعد مدرب منتخب بروناي لكرة القدم منذ عام 2008.

## روابط خارجية
- جولين كولس على موقع الاتحاد الدولي (مؤرشف)  (الإنجليزية)
- جولين كولس على موقع الاتحاد الأوربي (الإنجليزية)
- جولين كولس على موقع الاتحاد البلجيكي (الإنجليزية)
- جولين كولس على موقع قاعدة بيانات كرة القدم.إي يو (الإنجليزية)
- جولين كولس على موقع ناشيونال فوتبول تيمز (الإنجليزية)
- جولين كولس على موقع Soccerbase.com (لاعب) (الإنجليزية)
- جولين كولس على موقع عالم كرة القدم.نت (الإنجليزية)